# Alesia Kuznetsova
Alesia Viacheslávovna Kuznetsova –en ruso, Алеся Вячеславовна Кузнецова– (Bratsk, 30 de marzo de 1992) es una deportista rusa que compite en judo. Ganó una medalla de plata en el Campeonato Europeo de Judo de 2017, en la categoría de –52 kg.

## Palmarés internacional
| Campeonato Europeo | Campeonato Europeo | Campeonato Europeo | Campeonato Europeo |
| Año                | Lugar              | Medalla            | Categoría          |
| ------------------ | ------------------ | ------------------ | ------------------ |
| 2017               | Varsovia (Polonia) | Medalla de plata   | –52 kg             |